# Parque Nacional Calilegua
O Parque Nacional Calilegua é uma área protegida com 76.320 hectares criada em 1979, com o objectivo de proteger as yungas e as nascentes das serranias de Calilegua, estando localizado no sudeste da província de Jujuy, no noroeste da Argentina.
O ecossistema onde o parque se encontra é conhecido por "selva das Yungas e puna" (ou selva de montanha do noroeste argentino), caracterizando-se por ter um clima cálido e húmido, com chuvas estivais entre os 900 e os 1300 mm. Este parque situa-se nas serras sub-andinas, com alturas compreendidas entre os 400 e os 3000 m.
Além de uma densa cobertura vegetal, o bioma deste parque nacional argentino apresenta também exemplares de fauna maior autóctone, dos quais se destacam o condor, a onça-pintada (a que é costume chamar "tigre"), o puma ("leão"), o cervo taruca, o tapir e o pecari ("chanchos de monte").